# Kisovec
Kisovec is een plaats in Slovenië en maakt deel uit van de gemeente Zagorje ob Savi in de NUTS-3-regio Zasavje. De plaats telde 1.717 inwoners op 1 januari 2020.